# Tour de Gironde
O Tour de Gironde é uma competição de  ciclismo por etapas francesa que se disputa no departamento de Gironda (região de Aquitânia), no final do mês de maio ou princípios de julho.
Criou-se em 1975 como amador. Em 1996 abriu-se a corredores internacionais dentro da categoria 2.6 (máxima categoria amador) apesar disso a maioria de ganhadores seguiram sendo franceses. Desde a criação dos Circuitos Continentais da UCI faz parte do UCI Europe Tour, dentro da categoria 2.2 (última categoria do profissionalismo). No ano 2018 converte-se numa corrida de categoria 2.1, mas reservada só a corredores sub-23.
Historicamente tem tido 5 etapas divididas em 4 dias no entanto desde o 2006 viu-se reduzida a sua duração até as 3 etapas em 3 dias desde 2010.

## Palmarés
Em amarelo: edição amador.
| Ano  | Ganhador              | Segundo              | Terceiro           |
| ---- | --------------------- | -------------------- | ------------------ |
| 1975 | Michel Fedrigo        |                      |                    |
| 1976 | Patrick Audeguil      |                      |                    |
| 1977 | Daniel Barjolin       |                      |                    |
| 1978 | Christian Jourdan     |                      |                    |
| 1979 | Francis Castaing      | Hugues Grondin       | René Bajan         |
| 1980 | Jean-Jacques Rebière  | Bouligant            | Félix Urbain       |
| 1981 | Bruno De Santi        | Jean-Marc Prioleau   | E.lajo             |
| 1982 | Philippe Lauraire     | Patrick Audeguil     | Patrick Laugier    |
| 1983 | Gérard Mercadie       | René Baijan          | Bruno De Santi     |
| 1984 | Daniel Amardeilh      | Dominique Landreau   | Jacky Bobin        |
| 1985 | Thierry Lavergne      | Henri Abadie         | Philippe Avezou    |
| 1986 | Sylvain Le Goff       | Patrick Jeremie      | Dutrouilh          |
| 1987 | Jean-François Morio   | Didier Champion      | Daniel Pandele     |
| 1988 | Hervé Gourmelon       | Michel Dubreuil      | Marc Guenegou      |
| 1989 | Gilles Dubois         | Peronnin             | Dominique Chignoli |
| 1990 | Stéphane Dief         | Gilles Chauvin       | Marchais           |
| 1991 | Jean-François Anti    | Bruno Bannes         | Thierry Ferrer     |
| 1992 | Laurent Desbiens      | Gilles Dubois        | Pascal Basset      |
| 1993 | Hristo Zaikov         | Jean-Christophe Bloy | Gilles Dubois      |
| 1994 | Denis Leproux         | Camille Coualan      | Fabrice Blevin     |
| 1995 | Anthony Langella      | Fabrice Blevin       | Stéphane Conan     |
| 1996 | Franck Morelle        | Éric Frutoso         | Hristo Zaikov      |
| 1997 | Jean-Philippe Duracka | Tony Jousset         | Marc Feipeler      |
| 1998 | Martial Locatelli     | Lionel Guest         | Stéphane Roger     |
| 1999 | László Bodrogi        | Noan Lelarge         | Martial Locatelli  |
| 2000 | Pascal Peyramaure     | Anthony Rokia        | Stéphane Pétilleau |
| 2001 | Gilles Canouet        | Christophe Laurent   | Damon Kluck        |
| 2002 | Mickaël Buffaz        | Lloyd Mondory        | Ivan Terenine      |
| 2003 | Alexandre Urbain      | Sébastien Duret      | Laurent D'Olivier  |
| 2004 | Vincent Joffre        | Jean Mespoulède      | Mickaël Martin     |
| 2005 | Charles Guilbert      | Mathieu Perget       | Evgeny Sokolov     |
| 2006 | Jérôme Bonnace        | Peter Van Agtmaal    | Nicolas Reynaud    |
| 2007 | Jonathan Thiré        | Fabrice Jeandesboz   | Vincent Ragot      |
| 2008 | Julien Guay           | Romain Hardy         | Franck Charrier    |
| 2009 | Stéphane Rossetto     | Alexandre Geniez     | Jean Mespoulède    |
| 2010 | Julien Belgy          | Anton Samokhvalov    | Anthony Vignes     |
| 2011 | Julien Foisnet        | Fabien Schmidt       | Fabien Patanchon   |
| 2012 | Nick van der Lijke    | Daan Olivier         | Fabien Fraissignes |
| 2013 | Jon Larrinaga         | Matthias Allegaert   | Nick van der Lijke |
| 2014 | Remco Te Brake        | Brian Van Goethem    | Jonas Rickaert     |
| 2015 | Stéphane Poulhies     | Marcel Meisen        | Robin Stenuit      |
| 2016 | Amund Grondahl        | Matthias Le Turnier  | Krister Hagen      |
| 2017 | Pablo Torres          | Flavien Maurelet     | Mathieu Burgaudeau |

## Palmarés por países
| País          | Vitórias |
| ------------- | -------- |
| França        | 35       |
| Países Baixos | 2        |
| Espanha       | 2        |
| Bulgária      | 1        |
| Hungria       | 1        |
| Noruega       | 1        |